# Jørgen Brøndlund Nielsen
Jørgen Brøndlund Nielsen (ur. 2 sierpnia 1939 w Aalborgu) – duński polityk. Poseł do Parlamentu Europejskiego.
Zasiadając w Parlamencie Europejskim był:
- członkiem Partii Europejskich Liberałów, Demokratów i Reformatorów (1973-84) – od 12.02.1979 do 16.07.1979 pełnił funkcję wiceprzewodniczącego tejże frakcji politycznej.
- członkiem Komisji ds. Kontroli Budżetu (1979-82),
- członkiem Komisji ds. Rolnictwa (1979-84),
- członkiem Delegacji ds. stosunków ze Szwajcarią (1983-84),
- członkiem Komisji ds. Rolnictwa, Rybołówstwa i Rozwoju Wsi (1984-89),
- członkiem Delegacji ds. stosunków z Komisją Parlamentarzystów Państw EFTA (1985-87),
- wiceprzewodniczącym Delegacji ds. stosunków ze Szwecją, Finlandią, Islandią i Rady Nordyckiej (1987-89).